# Warszawski Indeks Giełdowy
Warszawski Indeks Giełdowy – indeks giełdowy typu dochodowego, najdłużej notowany indeks na Giełdzie Papierów Wartościowych w Warszawie. Obejmuje akcje spółek notowanych na rynku podstawowym, liczony jest od 16 kwietnia 1991.
Jest to indeks typu dochodowego, tzn. przy wyliczaniu jego wartości uwzględnia się ceny zawartych w nim akcji oraz dochody z dywidend i praw poboru.
Indeks WIG wyraża łączną wartość względną spółek obecnych na Giełdzie Papierów Wartościowych (GPW) w stosunku do ich wartości w początku jego notowania (16 kwietnia 1991 indeks równał się 1000 pkt).

## Skład indeksu
Indeks WIG obejmuje wszystkie spółki giełdowe spełniające minimalne kryteria co do procentu i wartości akcji w wolnym obrocie, zarówno krajowe, jak i zagraniczne. Wpływ jednej spółki na WIG nie może przekroczyć 10%, a udział jednego sektora w indeksie nie może być większy niż 30%. Zmiany składu indeksu WIG przeprowadzane są cztery razy do roku (trzeci piątek marca, czerwca, września, grudnia).
Skład WIG-u jest zmienny (np. na dzień 1.02.2009 było to 376 spółek). WIG jest średnią ważoną ich notowań.
- Najwyższa wartość WIG-u: 67 933,05 pkt, 18 stycznia 2018
- Najniższa wartość WIG-u: 635,3 pkt, 23 czerwca 1992

## Awaria WIG
Wartości WIG są publikowane w ciągu dnia co minutę.
11 lipca 2001 podano jednak tylko 4 wartości WIG (od 29 304 do 29 391, podczas gdy poprzedniego dnia na zamknięciu miał wartość 13 195) i o 10:06 wstrzymano publikację
Giełda wydała komunikat:
Giełda Papierów Wartościowych w Warszawie informuje, że na dzisiejszej sesji o godzinie 10.06 wstrzymano publikacje wartości indeksu WIG. Wartości indeksu WIG podane na początku sesji były nieprawidłowe. Prawidłowe wartości indeksu zostaną podane po zakończeniu sesji i umieszczone w Cedule GPW oraz na stronie internetowej Giełdy (www.gpw.com.pl). Wszystkie pozostałe indeksy publikowane są prawidłowo.
Nadzór
Rzeczywiście w podsumowaniu tego dnia widać było inne wartości: otwarcie notowań = 12 991, najwyższy poziom = 13 093,23, najniższy poziom = 12 892,01, zamknięcie notowań = 13 062,78.